# Miletus chinensis
Miletus chinensis är en fjärilsart som beskrevs av Felder 1862. Miletus chinensis ingår i släktet Miletus och familjen juvelvingar. Inga underarter finns listade i Catalogue of Life.

## Bildgalleri

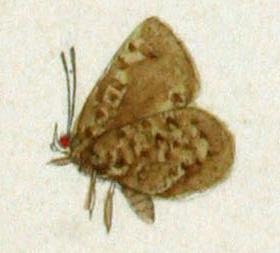
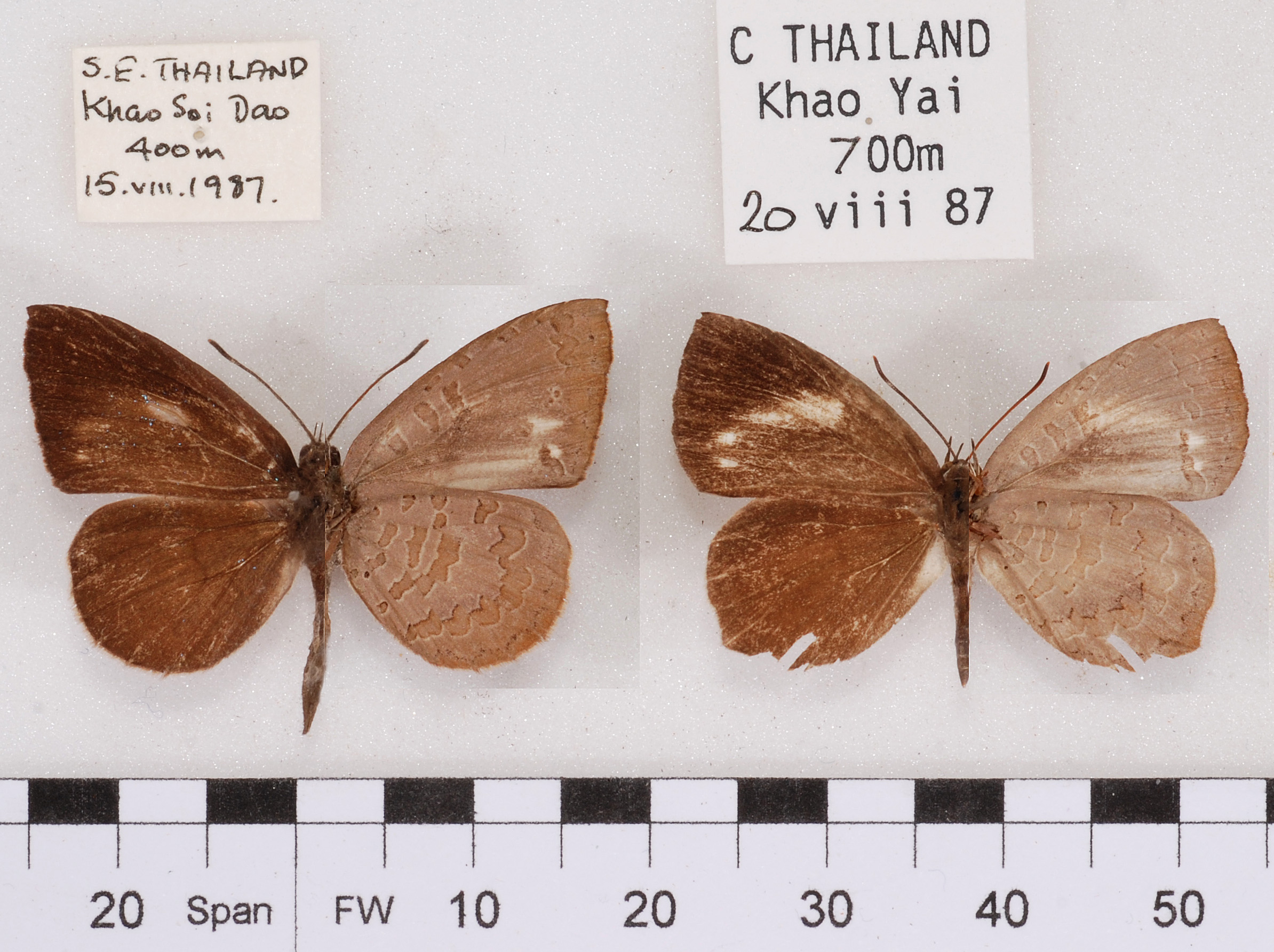
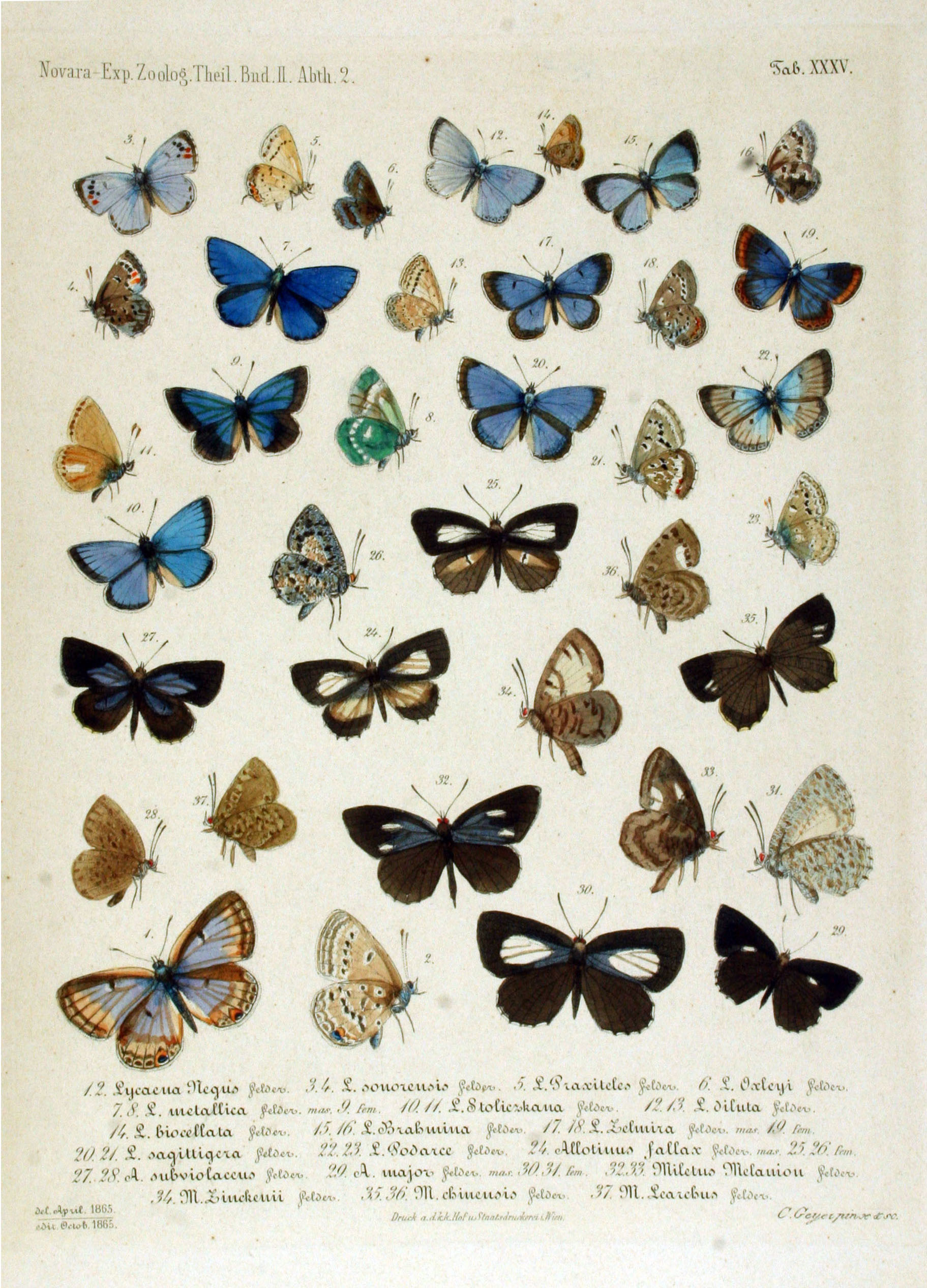